# Quarsolita

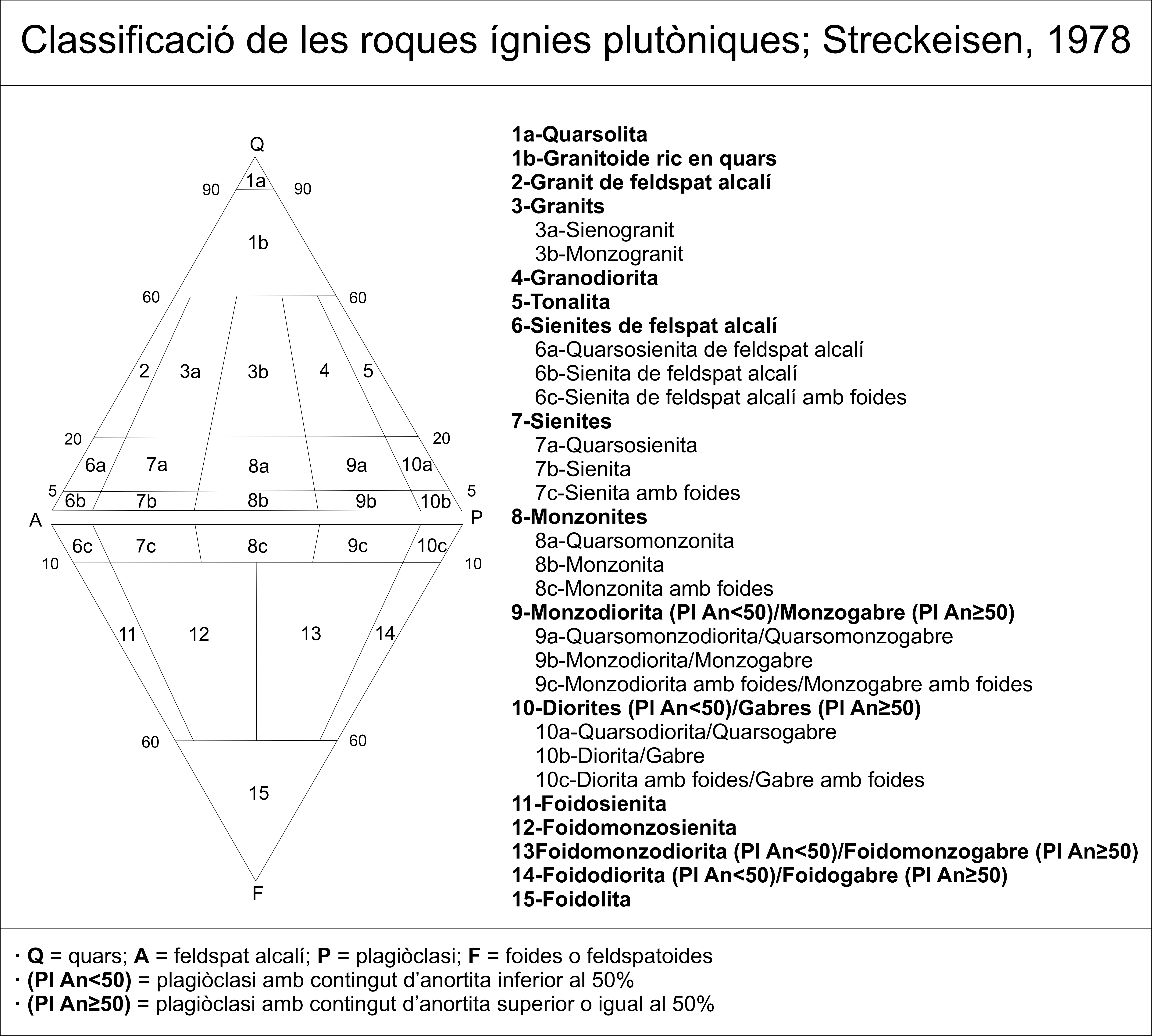
Classificació de les roques ígnies plutòniques segons Streckeisen 1978. La quarsolita es troba al lloc 1a.

Les quarsolites són roques plutòniques granades (amb cristalls visibles a ull nu), leucòcratiques, amb un gran contingut de quars (> 90%). Les quarsolites són definides modalment en el primer camp del diagrama QAPF de Streckeisen (vegeu la imatge). El terme quarsolita és un terme col·lectiu i no s'ha de confondre, per tant, amb les roques sedimentàries.